# Guarnición de Ejército Curuzú Cuatiá
La Guarnición de Ejército «Curuzú Cuatiá» es una base del Ejército Argentino localizada en la provincia de Corrientes, en el noreste de Argentina.

## Antecedentes
La ciudad de Curuzú Cuatiá (en guaraní: cruz escrita) fue fundada el 16 de noviembre de 1810 por el general Manuel Belgrano. Fue la primera ciudad creada por disposición de la Primera Junta surgida en la Revolución de Mayo.

## Historia

### Paz
En la década de 1920, inició la construcción de los cuarteles. La primera unidad que se estableció fue el Regimiento de Caballería 9.
En 1945, el Comando de la 4.ª División de Caballería se instaló en un edificio de la casona de la familia Uncania localizado en la calle Dr. Tomás Luis Pozzi 684.
En 1960, el predio alojó al Comando de la III Brigada de Infantería.
En 2007, el Comando del II Cuerpo de Ejército «Teniente General Juan Carlos Sánchez» se trasladó a Curuzú Cuatiá, proveniente de la Guarnición Militar Rosario.

### Operaciones
En la guerra de las Malvinas en 1982, la III Brigada de Infantería efectuó su alistamiento para marchar a la Patagonia. Se asignaron destacamentos de vigilancia de cuartel para guarnecer las bases.
El 11 de abril de 1982, se creó en Curuzú Cuatiá un centro de operaciones táctico para controlar los escalones de transporte motorizado de los regimientos.